# 캐시 아일랜드
캐시 아일랜드(Kathy Ireland, 1963년 3월 20일 ~ )는 미국의 배우이자 모델이다.

## 영화
- 3인의 약혼녀
- 환희의 터치다운
- 원초적 무기

## 텔레비전
- 찰스 인 차지
- 보이 미트 월드
- 멜로즈 플레이스
- 판타스틱 포
- 인크레더블 헐크 (1996년 애니메이션)
- 킹 오브 더 힐
- 천사의 손길
- 말괄량이 삼총사
- 패밀리 가이